# Coppa Italia Dilettanti 2009-2010
La Coppa Italia Dilettanti 2009-10 è un trofeo di calcio il cui vincitore accede direttamente alla Serie D. Nel caso in cui sia già stata promossa in D per la posizione in classifica nel suo campionato, accede alla Serie D la finalista perdente. Se anch'essa è stata già promossa in D, sarà promossa la migliore delle semifinaliste, e se anche la migliore semifinalista è già promossa, ha diritto alla Serie D l'altra semifinalista, e così via. Le squadre partecipanti sono le vincitrici delle fasi regionali dei campionati di Eccellenza e Promozione

## Squadre partecipanti
| Regione                  | Squadra              | Città (provincia)          |
| ------------------------ | -------------------- | -------------------------- |
| Piemonte e Valle d'Aosta | Santhià              | Santhià (VC)               |
| Liguria                  | Sanremese            | Sanremo (IM)               |
| Lombardia                | Seregno              | Seregno (MB)               |
| Trentino-Alto Adige      | Bolzano              | Bolzano                    |
| Veneto                   | Miranese             | Mirano (VE)                |
| Friuli-Venezia Giulia    | Monfalcone           | Monfalcone (GO)            |
| Emilia-Romagna           | Il Senio             | Alfonsine e Fusignano (RA) |
| Toscana                  | Tuttocuoio           | Ponte a Egola (PI)         |
| Umbria                   | Voluntas Spoleto     | Spoleto (PG)               |
| Marche                   | Fermana              | Fermo                      |
| Lazio                    | Vigor Cisterna       | Cisterna di Latina (LT)    |
| Abruzzo                  | Spal Lanciano        | Lanciano (CH)              |
| Molise                   | Capriatese           | Capriati a Volturno (CE)   |
| Campania                 | Ebolitana            | Eboli (SA)                 |
| Puglia                   | Nardò                | Nardò (LE)                 |
| Basilicata               | Fortis Murgia        | Irsina (MT)                |
| Calabria                 | Rende                | Rende (CS)                 |
| Sicilia                  | Campobello di Licata | Campobello di Licata (AG)  |
| Sardegna                 | Porto Torres         | Porto Torres (SS)          |

### Le finali regionali
| Regione                  | Vincitrice           | Finalista        | Risultato           | Partecipanti                                                                      |
| ------------------------ | -------------------- | ---------------- | ------------------- | --------------------------------------------------------------------------------- |
| Piemonte e Valle d'Aosta | Santhià              | Lucento          | 1 - 0               | 32 di Eccellenza                                                                  |
| Liguria                  | Sanremese            | Sestri Levante   | 2 - 0               | 48 (16 di Eccellenza e 32 di Promozione)                                          |
| Lombardia                | Seregno              | Aurora Seriate   | 2 - 1               | le 54 di Eccellenza                                                               |
| Trentino-Alto Adige      | Bolzano              | Levico Terme     | 2 - 1               | 48 (16 di Eccellenza e 32 di Promozione)                                          |
| Veneto                   | Vittorio SMC         | Miranese         | 2 - 1               | 96 (32 di Eccellenza e 64 di Promozione)                                          |
| Friuli-Venezia Giulia    | Monfalcone           | Torviscosa       | 1 - 0 dts           | 48 (16 di Eccellenza e 32 di Promozione)                                          |
| Emilia-Romagna           | Il Senio             | Fidenza          | 1 - 0               | le 36 di Eccellenza                                                               |
| Toscana                  | Tuttocuoio           | Pistoiese        | 2 - 1 e 3 - 2       | le 34 di Eccellenza                                                               |
| Umbria                   | Voluntas Spoleto     | Trestina         | 1 - 0               | le 18 di Eccellenza                                                               |
| Marche                   | Fermana              | Vis Pesaro       | 1 - 0 dts           | le 20 di Eccellenza                                                               |
| Lazio                    | Vigor Cisterna       | LVPA Frascati    | 2 - 0               | le 36 di Eccellenza                                                               |
| Abruzzo                  | Spal Lanciano        | Teramo           | 1 - 0               | le 18 di Eccellenza                                                               |
| Molise                   | Capriatese           | Venafro          | 3 - 0               | 32 (16 di Eccellenza e 16 di Promozione)                                          |
| Campania                 | Ebolitana            | Arzanese         | 2 - 2 dts (6-5 dcr) | 96 (32 di Eccellenza e 64 di Promozione)                                          |
| Puglia                   | Nardò                | Liberty Molfetta | 4 - 2               | le 18 di Eccellenza                                                               |
| Basilicata               | Fortis Murgia        | Real Tolve       | 3 - 1               | 32 (16 di Eccellenza e 16 di Promozione)                                          |
| Calabria                 | Rende                | Omega Bagaladi   | 3 - 1               | 48 (16 di Eccellenza e 32 di Promozione)                                          |
| Sicilia                  | Campobello di Licata | Acireale         | 2 - 1               | le 32 di Eccellenza                                                               |
| Sardegna                 | Porto Torres         | Carbonia         | 1 - 1 dts (5-4 dcr) | le 16 di Eccellenza                                                               |
| Totale                   | 19 club ammessi      | -                | -                   | 764 club partecipanti alle fasi regionali (476 di Eccellenza e 288 di Promozione) |

## Fase eliminatoria a gironi
Le 19 squadre partecipanti al primo turno (10-24 marzo) sono state divise in 8 gironi:
- I gironi A, B e G sono composti da 3 squadre;
- I gironi C, D, E, F e H sono composti da 2 squadre.

I giorni sono stati sorteggiati come segue:
| Girone A  | Girone B   | Girone C   | Girone D         | Girone E       | Girone F      | Girone G      | Girone H             |
| --------- | ---------- | ---------- | ---------------- | -------------- | ------------- | ------------- | -------------------- |
| Sanremese | Bolzano    | Il Senio   | Fermana          | Porto Torres   | Capriatese    | Ebolitana     | Rende                |
| Santhià   | Monfalcone | Tuttocuoio | Voluntas Spoleto | Vigor Cisterna | Spal Lanciano | Fortis Murgia | Campobello di Licata |
| Seregno   | Miranese   |            |                  |                |               | Nardò         |                      |

### Girone A
| Squadra      | P.ti | G | V | N | P | GF | GS | DR |
| ------------ | ---- | - | - | - | - | -- | -- | -- |
| 1. Sanremese | 4    | 2 | 1 | 1 | 0 | 4  | 3  | +1 |
| 2. Seregno   | 2    | 2 | 0 | 2 | 0 | 2  | 2  | 0  |
| 3. Santhià   | 1    | 2 | 0 | 1 | 1 | 1  | 2  | -1 |

| 10 marzo 2010, ore 15:00 | Santhià | 0 – 0 | Seregno |  |

| 17 marzo 2010, ore 15:00 | Sanremese | 2 – 1 | Santhià |  |

| 24 marzo 2010, ore 15:00 | Seregno | 2 – 2 | Sanremese |  |

### Girone B
| Squadra       | P.ti | G | V | N | P | GF | GS | DR |
| ------------- | ---- | - | - | - | - | -- | -- | -- |
| 1. Bolzano    | 4    | 2 | 1 | 1 | 0 | 2  | 1  | +1 |
| 2. Miranese   | 3    | 2 | 1 | 0 | 1 | 2  | 1  | +1 |
| 3. Monfalcone | 1    | 2 | 0 | 1 | 1 | 1  | 3  | -2 |

| 17 marzo 2010, ore 15:00 | Bolzano | 1 – 0 | Miranese |  |

| 24 marzo 2010, ore 15:00 | Miranese | 2 – 0 | Monfalcone |  |

| 7 aprile 2010, ore 15:00 | Monfalcone | 1 – 1 | Bolzano |  |

### Girone C
| 17 marzo 2010, ore 15:00 | Tuttocuoio | 1 – 1 | Il Senio |  |

| 24 marzo 2010, ore 15:00 | Il Senio | 0 – 1 | Tuttocuoio |  |

Qualificato:  Tuttocuoio

### Girone D
| 17 marzo 2010, ore 15:00 | Fermana | 0 – 0 | Voluntas Spoleto |  |

| 24 marzo 2010, ore 15:00 | Voluntas Spoleto | 1 – 0 | Fermana |  |

Qualificato:  Voluntas Spoleto

### Girone E
| 10 marzo 2010, ore 15:00 | Vigor Cisterna | 2 – 1 | Porto Torres |  |

| 17 marzo 2010, ore 15:00 | Porto Torres | 2 – 2 | Vigor Cisterna |  |

Qualificato:  Vigor Cisterna

### Girone F
| 10 marzo 2010, ore 15:00 | Spal Lanciano | 1 – 1 | Capriatese |  |

| 18 marzo 2010, ore 15:00 | Capriatese | 2 – 0 | Spal Lanciano |  |

Qualificato:  Capriatese

### Girone G
| Squadra          | P.ti | G | V | N | P | GF | GS | DR |
| ---------------- | ---- | - | - | - | - | -- | -- | -- |
| 1. Nardò *       | 3    | 2 | 1 | 0 | 1 | 6  | 6  | 0  |
| 2. Ebolitana     | 3    | 2 | 1 | 0 | 1 | 6  | 6  | 0  |
| 3. Fortis Murgia | 3    | 2 | 1 | 0 | 1 | 3  | 3  | 0  |

* Il Nardò vince il sorteggio ai danni dell'Ebolitana.
| 10 marzo 2010, ore 15:00 | Fortis Murgia | 2 – 1 | Ebolitana |  |

| 24 marzo 2010, ore 15:00 | Ebolitana | 5 – 4 | Nardò |  |

| 7 aprile 2010, ore 15:00 | Nardò | 2 – 1 | Fortis Murgia |  |

### Girone H
| 10 marzo 2010, ore 15:00 | Rende | 1 – 0 | Campobello di Licata |  |

| 17 marzo 2010, ore 15:00                     | Campobello di Licata | 1 – 0 | Rende |  |
| \| \| \| \| \| \| Tiri di rigore 2 – 4 \| \| |                      |       |       |  |
|                                              |                      |       |       |  |
|                                              | Tiri di rigore 2 – 4 |       |       |  |

Qualificato:  Rende

## Fase a eliminazione diretta

### Quarti di Finale
| Squadra 1        | Totale | Squadra 2      | Andata     | Ritorno         |
| ---------------- | ------ | -------------- | ---------- | --------------- |
|                  |        |                | 14.04.2010 | 21.04.2010      |
| Sanremese        | 1 - 2  | Bolzano        | 1 - 2      | 0 - 0           |
| Voluntas Spoleto | 1 - 1  | Tuttocuoio     | 0 - 1      | 1 - 0 (6-7 dcr) |
| Capriatese       | 3 - 3  | Vigor Cisterna | 1 - 1      | 2 - 2           |
| Nardò            | 2 - 2  | Rende          | 2 - 1      | 0 - 1           |

### Semifinali
| Squadra 1  | Totale | Squadra 2  | Andata     | Ritorno    |
| ---------- | ------ | ---------- | ---------- | ---------- |
|            |        |            | 28.04.2010 | 05.05.2010 |
| Tuttocuoio | 3 - 0  | Bolzano    | 2 - 0      | 1 - 0      |
| Rende      | 2 - 3  | Capriatese | 1 - 1      | 1 - 2      |

### Finale
| Squadra 1  | Risultato | Squadra 2  |
| ---------- | --------- | ---------- |
| Capriatese | 1 - 3     | Tuttocuoio |

| Arbitro: | Guccini (Albano Laziale) |

| |            | |
| Crognale 61’ | Marcatori  | 52’ Urbani 69’ Costantin 90+1’ D'Ambrosio |
| · Castellano · Marzocchella · Borrino · (62' Pollio) Camputaro · (81' Cicco) Galardi · De Ciantis · Barchiesi · Dimonti · Carraturo · Riccitielli · (72' Spada) Crognale | Formazioni | · Cionini · Ricci · Guidi · Taddei · Macchioni · Fiasconi · Beltramme (86' Tavormina) · Pepe (68' Fall) · D'Ambrosio · Urbani (90+2' Tambasco) · Costantin |
| Perilli | Allenatori | Alvini |